# Squamicornia aequatoriella
Squamicornia aequatoriella är en fjärilsart som beskrevs av Kristensen och Nielsen 1982. Squamicornia aequatoriella ingår i släktet Squamicornia och familjen käkmalar. Inga underarter finns listade i Catalogue of Life.